# District de la Veveyse
Le district de la Veveyse, crée en 1848, appelé en allemand Bezirk Veveyse ou Vivisbach, nommé ainsi en raison de la rivière du même nom, est un des sept districts du canton de Fribourg en Suisse. Son chef-lieu est Châtel-Saint-Denis.

## Histoire
Ce district est issu de l'ancien district de Châtel-Saint-Denis et d'une partie de l'ancien district de Rue lors d'une réorganisation en sept districts par l'État de Fribourg en 1848.

## Communes
Voici la liste des communes composant le district avec, pour chacune, sa population.
| Nom                | N° OFS | Population (décembre 2022) |
| ------------------ | ------ | -------------------------- |
| Attalens           | 2321   | +003 682,                  |
| Bossonnens         | 2323   | +001 575,                  |
| Châtel-Saint-Denis | 2325   | +008 163,                  |
| Granges            | 2328   | +000922,                   |
| La Verrerie        | 2338   | +001 324,                  |
| Le Flon            | 2337   | +001 193,                  |
| Remaufens          | 2333   | +001 288,                  |
| Saint-Martin       | 2335   | +001 021,                  |
| Semsales           | 2336   | +001 551,                  |
| Total              | Total  | +020 719,                  |